# Bajo sexto
Il bajo sexto  (spagnolo: "sesto basso") è uno strumento musicale a dodici corde tipico della musica folk messicana, cubana e caraibica.
Insieme ad altri strumenti, tra cui la fisarmonica a bottoni, è usato in particolare nella musica conjunto. 
Dalla più bassa alla più alta, le corde del bajo sexto sono: Mi, La, Re, Sol, Do, Fa.

## Note

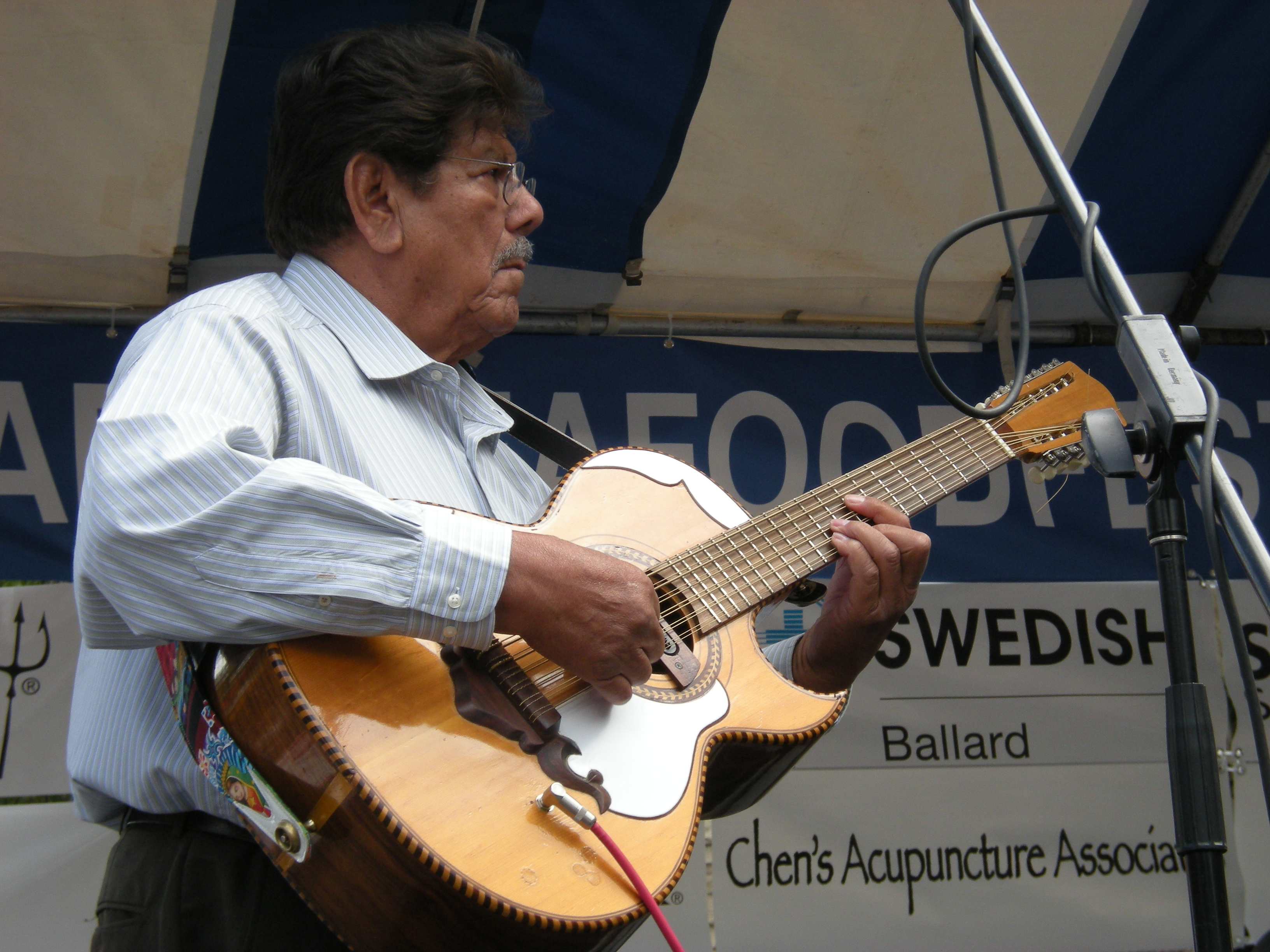
Un suonatore di bajo sexto